# Köntös László
Köntös László (Budapest, 1953. április 22. –) magyar református lelkész, a Pápai Református Gyűjtemények igazgatója.

## Élete
1976-ban végezte el a budapesti Református Teológiai Akadémiát. 1981-ig Körmenden szolgált segédlelkészként, majd a Reformátusok Lapjánál helyezkedett el, aminek 1989-től 1991-ig főszerkesztő-helyettese volt. 1985-ben ösztöndíjasként teológiai magiszteri fokozatot szerzett az Amerikai Egyesült Államok-beli Princetonban, 1991 és 1993 között a michigani Allen Park lelkésze volt. 1993-ban lett Kövy Zsoltot leváltva a Református Gyűjtemények igazgatója Pápán. A pápai egyház presbitere, a Dunántúli Református Lap szerkesztője, az Egyházi Könyvtárak Egyesülése elnökségi tagja, a minnesotai és pápai egyház testvérkapcsolatának szervezője.
2008-tól a Dunántúli Református Egyházkerület főjegyzője (püspökhelyettese).

## Művei
- "A Te Igéd igazság". 87 dunántúli prédikáció; szerk. Köntös László; Dunántúli Református Egyházkerület Tudományos Gyűjteményei, Pápa, 2009
- Lukács evangéliuma. 149 dunántúli prédikáció; szerk. Köntös László, Steinbach József; Dunántúli Református Egyházkerület Tudományos Gyűjteményei, Pápa, 2010
- Zsoltárok könyve. 159 dunántúli prédikáció; szerk. Köntös László, Steinbach József; Dunántúli Református Egyházkerület Tudományos Gyűjteményei, Pápa, 2011
- "Szenvedjétek el egymást szeretetben". 68 dunántúli esketési igehirdetés; szerk. Köntös László, Steinbach József; Dunántúli Református Egyházkerület Tudományos Gyűjteményei, Pápa, 2012
- Részletek; Dunántúli Református Egyházkerület, Pápa, 2013
- Megjelent az Isten üdvözítő kegyelme. Hetvenkét dunántúli igehirdetés a karácsonyi ünnepkörből; szerk. Köntös László, Steinbach József; Dunántúli Református Egyházkerület Tudományos Gyűjteményei, Pápa, 2013
- "Legyenek láthatóvá tetteid szolgáidon". Nyugdíjas dunántúli lelkipásztorok igehirdetései; szerk. Köntös László, Steinbach József; Dunántúli Református Egyházkerület Tudományos Gyűjteményei, Pápa, 2014
- 25 éves a Dunántúli Református Lelkészegyesület; szerk. Köntös László; Dunántúli Református Lelkészegyesület, Pápa, 2014
- Lélekben és igazságban. 41 dunántúli lelkipásztor igehirdetése a samáriai asszony történetéről; szerk. Köntös László, Steinbach József; Dunántúli Református Egyházkerület Tudományos Gyűjteményei, Pápa, 2015
- A könyörülő Isten. 31 dunántúli lelkipásztor igehirdetése a Róma 9,16-ról; szerk. Köntös László, Steinbach József; Dunántúli Református Egyházkerület Tudományos Gyűjteményei, Pápa, 2016
- "A késő idők emlékezetében éljenek...". A Dunántúli Református Egyházkerület lelkészi önéletrajzai, 2015. Jubileumi kötetek 3.; szerk. Köntös László, Forrai Beatrix; Pápai Református Gyűjtemény, Pápa, 2016 (A Pápai Református Gyűjtemények kiadványai. Forrásközlések)
- Részletek; Dunántúli Református Egyházkerület, Pápa, 2016

## Kitüntetései
- Magyar Köztársasági Arany Érdemkereszt – 2000
- A Magyar Érdemrend lovagkeresztje – 2014